# Ruud Bos (golfer)
Ruud Bos (1963) is een Nederlandse golfprofessional.
In 1985 was Bos de beste amateurgolfer van Nederland en werd hij professional.
Bos was jarenlang playing pro. In 1989 en 1990 speelde hij op de Europese PGA Tour. Op de European Challenge Tour eindigde hij een paar keer in de top-5. Ook speelde hij op de Tour in Azië en in Zuid-Afrika.
In 1989 won Bos de Twente Cup. Ook won hij de Nationale Prof Kampioenschappen in 1989 op Het Rijk van Nijmegen.
In 2005 wilde hij graag weer competitief golf spelen. Hij won de televisieserie 'De Wildcard' (RTL 5), waarbij 10 pro's streden om een wildcard voor het Dutch Open.

## Gewonnen
- 1987: Twente Cup
- 1988: Twente Cup, PGA kampioenschap, Nationaal Open
- 1989: Twente Cup, PGA kampioenschap